# Pueblo of Sandia Village
Pueblo of Sandia Village és una concentració de població designada pel cens dels Estats Units a l'estat de Nou Mèxic. Segons el cens del 2000 tenia 344 habitants.

## Demografia
Segons el cens del 2000, Pueblo of Sandia Village tenia 344 habitants, 113 habitatges, i 89 famílies. La densitat de població era de 138,4 habitants per km².
Dels 113 habitatges en un 44,2% hi vivien nens de menys de 18 anys, en un 31% hi vivien parelles casades, en un 29,2% dones solteres, i en un 21,2% no eren unitats familiars. En el 16,8% dels habitatges hi vivien persones soles el 5,3% de les quals corresponia a persones de 65 anys o més que vivien soles. El nombre mitjà de persones vivint en cada habitatge era de 3,04 i el nombre mitjà de persones que vivien en cada família era de 3,35.
Per edats la població es repartia de la següent manera: un 33,4% tenia menys de 18 anys, un 10,2% entre 18 i 24, un 27,6% entre 25 i 44, un 20,9% de 45 a 60 i un 7,8% 65 anys o més.
L'edat mediana era de 29 anys. Per cada 100 dones de 18 o més anys hi havia 90,8 homes.
La renda mediana per habitatge era de 31.000 $ i la renda mediana per família de 35.179 $. Els homes tenien una renda mediana de 25.179 $ mentre que les dones 23.906 $. La renda per capita de la població era d'11.240 $. Aproximadament el 16,5% de les famílies i el 19,8% de la població estaven per davall del llindar de pobresa.

## Poblacions properes
El següent diagrama mostra les poblacions més properes.